# Höök

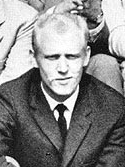
Björn Gustafson en 1961

Höök es una serie de televisión sueca transmitida del 30 de enero del 2007 hasta el 20 de noviembre del 2008 a través de la cadena SVT.
La serie contó con los actores invitados como Alicia Vikander, Christian Wennberg, Claes Ljungmark, Carl Kjellgren, Erik Bolin, Filip Berg, Jimmy Lindström, Thomas Hedengran, Johan H:son Kjellgren, entre otros...

## Historia
La serie sigue a la jefa del equipo de investigación de Luleå, Eva Höök, una superintendente de la policía en una gran ciudad en el norte de Suecia quien junto a su equipo deben de resolver los casos de asesinato que se les van presentando mientras que Höök también debe de criar a su hijo adolescente Lasse.

## Personajes

### Personajes principales
| Actor                         | Personaje              | Ocupación                     | Nº de episodios | Duración    |
| ----------------------------- | ---------------------- | ----------------------------- | --------------- | ----------- |
| Cecilia Ljung Anna Pettersson | Eva Höök               | Superintendente de la Policía | 10 12           | 2008 2007   |
| Peter Carlberg                | Janne Hall             | -                             | 22              | 2007 - 2008 |
| Freddy Åsblom                 | Lasse Höök             | -                             | 22              | 2007 - 2008 |
| Björn Gustafson               | Stig Åke Gunnarsson    | -                             | 22              | 2007 - 2008 |
| Rafael Pettersson             | Ingemar Höök           | -                             | 20              | 2007 - 2008 |
| Siw Erixon                    | Karin Bodén            | -                             | 18              | 2007 - 2008 |
| Mylaine Hedreul               | Elise                  | -                             | 10              | 2008        |
| Kristina Rådström             | Åklagare Maud Elofsson | -                             | 10              | 2008        |

### Personajes secundarios
| Actor               | Personaje      | Ocupación | Nº de episodios | Duración    |
| ------------------- | -------------- | --------- | --------------- | ----------- |
| Ingemar Raukola     | Stefan Remu    | -         | 10              | 2008        |
| Mona Andersson      | Gun-Britt Höök | -         | 8               | 2007 - 2008 |
| Erik Johansson      | Broker         | -         | 5               | 2008        |
| Jennie Silfverhjelm | Marie          | -         | 5               | 2008        |
| Reuben Sallmander   | Samir Larsen   | -         | 4               | 2008        |

### Antiguos personajes principales
| Actor           | Personaje       | Ocupación | Nº de episodios | Duración |
| --------------- | --------------- | --------- | --------------- | -------- |
| Leonard Terfelt | Niillas Kimmel  | -         | 12              | 2007     |
| Barbro Enberg   | Britten Larsson | -         | 12              | 2007     |
| Kim Jansson     | Sara Ek         | -         | 12              | 2007     |
| Jens Hultén     | Johan Ek        | -         | 11              | 2007     |

### Antiguos personajes secundarios
| Actor          | Personaje       | Ocupación | Nº de episodios | Duración |
| -------------- | --------------- | --------- | --------------- | -------- |
| Simon Reithner | Petter Claesson | -         | 5               | 2007     |

## Episodios
La serie estuvo conformada por 22 episodios, la primera temporada contó con 12 episodios mientras que la segunda transmitió 10 episodios.

## Producción
La serie contó con los directores Daniel di Grado, Pontus Klänge, Simon Kaijser, Lena Koppel, Jörgen Bergmark, Molly Hartleb, Kristian Petri y Alexander Moberg. Así como con los escritores Peter Lindblom, Mikael Rundquist, Malin Nevander, Pia Gradvall, Sara Heldt, Håkan Östlundh y Birgitta Bongenhielm.
Producida por Serina Björnbom y Jan Blomgren, contó con los productores ejecutivos Per-Erik Svensson, Daniel Alfredson y Margareta Feldt-Arehn.
La música de la serie estuvo en manos de Johan Nilsson.
Fue filmada en Boden y Luleå Provincia de Norrbotten, Suecia.
El papel principal de la oficial Eva Höök fue interpretado por la actriz sueca Anna Pettersson durante la primera temporada de la serie en el 2007, sin embargo para la segunda temporada transmitida en el 2008 Pettersson fue reemplazada, y ahora la actriz sueca Cecilia Ljung dio vida a Höök.

### Emisión en otros países
| País      | Título | Cadena | Fecha de Estreno        |
| --------- | ------ | ------ | ----------------------- |
| Finlandia | -      | -      | 4 de septiembre de 2007 |
| Noruega   | -      | NRK    | -                       |